# Скалитје
Скалитје (слч. Skalité) насељено је мјесто са административним статусом сеоске општине (слч. obec) у округу Чадца, у Жилинском крају, Словачка Република.

## Становништво
| Година:    | 1994. | 2004.   | 2014.   | 2024.   |
| ---------- | ----- | ------- | ------- | ------- |
| Број људи: | 4947  | 5065    | 5247    | 5274    |
| Разлика:   |       | +2,38 % | +3,59 % | +0,51 % |

| Година:    | 2023. | 2024.   |
| ---------- | ----- | ------- |
| Број људи: | 5261  | 5274    |
| Разлика:   |       | +0,24 % |

Према подацима о броју становника из 2011. године насеље је имало 5.239 становника.